# Gare de Lyon-Vaise
Gare de Lyon-Vaise – stacja kolejowa w Lyonie, w departamencie Rodan, w regionie Owernia-Rodan-Alpy, we Francji. 
Jest stacją Société nationale des chemins de fer français (SNCF), obsługiwaną przez pociągi TER Rhône-Alpes. 